# 1290er
Portal Geschichte | Portal Biografien | Aktuelle Ereignisse | Jahreskalender | Tagesartikel

◄ |
12. Jh. |
13. Jahrhundert
| 14. Jh. | ►

◄ |
1260er |
1270er |
1280er |
1290er
| 1300er | 1310er | 1320er | ►

1290 |
1291 |
1292 |
1293 |
1294 |
1295 |
1296 |
1297 |
1298 |
1299

## Ereignisse
- 1291: Gründung der Schweizer Eidgenossenschaft (Rütlischwur, Bundesbrief) durch die Kantone Obwalden, Nidwalden, Uri und Schwyz
- 1291: Akkon, die letzte Kreuzfahrerbastion, fällt. Ende der Kreuzzüge.
- 1299: Osman I. gründet das Osmanische Reich.

## Geboren
- Simon II. de Bucy, erster Präsident des französischen Parlements
- Erling Vidkunnsson, norwegischer Reichsverweser und Statthalter